# روز جمهوری هند
روز جمهوری هند تاریخی است که در آن قانون اساسی هند به اجرا درآمد و جایگزین قانون دولت هند در ۱۹۳۵ به‌عنوان سند حاکم هند در ۲۶ ژانویه سال ۱۹۵۰ شد.
بیست و ششم ژانویه به افتخار اعلام استقلال سال ۱۹۳۰ انتخاب شد این یکی از سه روز تعطیل ملی در هند است. در حالی‌که قبل از رئیس‌جمهور رژه اصلی در پایتخت ملی، در راجپاته دهلی نو، انجام می‌شود، سالگرد با درجات مختلف تشریفات در پایتخت‌های دولت و مراکز دیگر نیز جشن گرفته می‌شود.

## پیشینه
اگر چه هند استقلال خود را در ۱۵ اوت سال ۱۹۴۷ به‌دست آورده، هنوز یک قانون اساسی دائم، به جای قوانین دولت استعماری نداشت. قانون هند در سال ۱۹۳۵ اصلاح شد، و کشور قلمروی جورج ششم به‌عنوان رئیس دولت و ارل مونتباتن به‌عنوان استاندار بود. در ۲۸ اوت سال ۱۹۴۷، کمیته تدوین، پیش‌نویس قانون اساسی دائمی را با ریاست دکتر آمبدکار تصویب کرد. در حالی روز استقلال هند را به‌خاطر آزادی خود از حاکمیت بریتانیا جشن می‌گیرند، که قانون اساسی در روز جمهوری به اجرا درآمد. مکانیزم اصلاح حتی در زمان معرفی شده توسط دکتر آمبدکار در کلمات زیرمورد تحسین قرار گرفته بود: «ما می‌توانیم با خیال راحت بگوییم که فدراسیون هند رنج نخواهد برد از افراط و تفریط در مراعات قانون، از ویژگی‌های برجسته آن، انعطاف‌پذیری است.» به مناسبت اهمیت این مناسبت، هر سال رژه بزرگی در پایتخت، دهلی نو، از تپه رایسینا در نزدیکی باهاوان راشتراپاتی (کاخ رئیس‌جمهور) برگزار می‌شود و از دروازهٔ قدیمی هند می‌گذرد. قبل از شروع آن، نخست‌وزیر حلقه‌ها و دسته‌های گل را در آممار جوان جیوتی، یک بنای یادبود برای سرباز گمنام در دروازه هند، آخر راجپاتهی می‌گذارد و به احترام آن، دو دقیقه سکوت اعلام می‌شود. این یک یادآوری جدی برای ایثار شهدا ست که برای آزادی کشور درگذشتند و در جنگ برای دفاع از حاکمیت کشور خود موفق بودند. بعد، نخست‌وزیر به سکوی مخصوص جلوس اشخاص برجسته در راجپاتهه برای پیوستن به بزرگان دیگر می‌رود، و پس از آن رئیس‌جمهور همراه با مهمان این مناسبت از راه می‌رسد.
ابتدا پرچم ملی می‌افرازند و سرود ملی پخش می‌شود بعد، جوایز مهم مانند چاکرا آشوک چاکرا کریتی از سوی رئیس‌جمهور داده می‌شود، رئیس‌جمهور برای اعطای مدال شجاعت به مردم آماده می‌شود و از نیروهای مسلح برای شجاعتشان و همچنین غیرنظامیان، با اعمال خود در موقعیت‌های مختلف وفقیتهایی کسب نمودند، تشکر می‌کند.
رئیس‌جمهور هند فرمانده کل نیروهای مسلح هند است یکی از مراسم برگزاری نمایشگاه فرهنگ کشورهای مختلف و مناطق هند در رژه بزرگ، که در سراسر کشور در تلویزیون و رادیو پخش می‌شود. این نمایشگاه در حال حرکت، صحنه‌هایی از فعالیت‌های مردم در این کشورها و موسیقی و آهنگ‌های آن ایالت خاص را به تصویر می‌کشد. همراه هر یک از صفحه نمایش. همچنین بخشی از مراسم رژه کودکان هست که برنده جایزه شجاعت ملی در سال شده‌اند.
شور میهن‌پرستانه مردم در این روز، همراهی کل کشور را حتی با تفاوت‌های اساسی‌شان به ارمغان می‌آورد. هر بخشی از کشور در مناسبت است، که باعث می‌شود روز جمهوری محبوب‌ترین تعطیلات ملی هند نشان داده شود. بیست و ششم ژانویه برای هر هندی نشانه یکی از مهم‌ترین روزها در تقویم است. از این لحاظ جشن گرفته می‌شود که این کشور واقعاً در این روز در سال ۱۹۵۰ تبدیل به یک کشور مستقل شد اهمیت آن در زندگی روزمره بیش از این است که فقط یک روز تعطیل باشد.